# Рудик, Сергей Трофимович
Сергей Трофимович Рудик (укр. Сергій Трохимович Рудик; 1928—1992) — украинский советский писатель и художник.

## Биография
Родился в крестьянской семье на территории Польской Республики. Учился в школе Любитова, затем в посёлке Голобы. Впоследствии продолжил обучение во Львовском художественно-ремесленном училище, в 1954 году окончил редакционно-издательский факультет Украинского полиграфического института имени И. Фёдорова. Работал в редакциях газет «Советская Волынь», «Львовская правда», на львовском телевидении, в «Рабочей газете», издательстве «Советский писатель».
Также увлекался вышиванием, занимался декоративно-прикладным искусством, был самодеятельным актёром и танцором, очень хорошо рисовал. Его кисти принадлежат более ста картин, среди которых — пейзажи Волыни, Киева, ГССР.

## Публикации
- «Ахілесова п’ята» (1963);
- «Пеньок та Опеньок» (1969);
- «Робоча грань» (1972);
- «Друг сім’ї» (1974);
- «Смерековий вітраж» (1977);
- «Буря у склянці води» (1980);
- «Синя пілотка» (1983);
- «Вулиця зелених вогнів» (1984);
- «Барвисті кілометри» (1986);
- «Берести до схід сонця» (1986);
- «Не сумуй, Ромашко!» (1987);
- «Завія» (1989).